# Challenger de Numea 2019

El torneo BNP Paribas de Nouvelle-Calédonie 2019 fue un torneo profesional de tenis. Perteneció al ATP Challenger Series 2019. Se disputó en su 16.ª edición sobre superficie dura, en Numea, Nueva Caledonia entre el 31 de diciembre y el 6 de enero de 2018.

## Jugadores participantes del cuadro de individuales
| Favorito | País                      | Jugador           | Rank1 | Posición en el torneo |
| -------- | ------------------------- | ----------------- | ----- | --------------------- |
| 1        | Bandera de Argentina      | Federico Delbonis | 80    | Semifinales           |
| 2        | Bandera de Francia        | Quentin Halys     | 128   | Segunda ronda         |
| 3        | Bandera de Estados Unidos | Noah Rubin        | 135   | Final                 |
| 4        | Bandera de Japón          | Yūichi Sugita     | 145   | Tercera ronda         |
| 5        | Bandera de Italia         | Salvatore Caruso  | 158   | Tercera ronda         |
| 6        | Bandera de Francia        | Grégoire Barrère  | 163   | Cuartos de final      |
| 7        | Bandera de Italia         | Filippo Baldi     | 165   | Segunda ronda         |
| 8        | Bandera de Serbia         | Nikola Milojević  | 174   | Segunda ronda         |
| 9        | Bandera de Eslovenia      | Blaž Rola         | 188   | Segunda ronda         |
| 10       | Bandera de Francia        | Stéphane Robert   | 195   | Segunda ronda         |
| 11       | Bandera de Francia        | Maxime Janvier    | 196   | Segunda ronda         |
| 12       | Bandera de Francia        | Kenny de Schepper | 197   | Segunda ronda         |
| 13       | Bandera de España         | Tommy Robredo     | 201   | Segunda ronda         |
| 14       | Bandera de Bélgica        | Kimmer Coppejans  | 212   | Segunda ronda         |
| 15       | Bandera de Austria        | Jurij Rodionov    | 217   | Cuartos de final      |
| 16       | Bandera de Corea del Sur  | Duck-hee Lee      | 218   | Segunda ronda         |

- 1 Se ha tomado en cuenta el ranking del 24 de diciembre de 2018.

### Otros participantes
Los siguientes jugadores recibieron una invitación (wild card), por lo tanto ingresan directamente al cuadro principal (WC):
- Geoffrey Blancaneaux
- Maxime Chazal
- Frederik Nielsen
- Hugo Nys
- Rubin Statham

Los siguientes jugadores ingresan al cuadro principal tras disputar el cuadro clasificatorio (Q):
- André Göransson
- Sem Verbeek

Los siguientes jugadores ingresan al cuadro principal mediante el ranking ITF (ITF):
- Marcelo Tomás Barrios Vera
- Tobias Simon
- Colin Sinclair
- Tak Khunn Wang

## Campeones

### Individual Masculino
- Mikael Ymer derrotó en la final a  Noah Rubin 6-3, 6-3

### Dobles Masculino
- Dustin Brown /  Donald Young derrotaron en la final a  André Göransson /  Sem Verbeek 7-5, 6-4